# Теодорчик, Тадеуш
Тадеуш Теодорчик (пол. Tadeusz Teodorczyk; 12 сентября 1924 — 4 апреля 1996) — польский актёр театра, кино и телевидения.

## Биография
Тадеуш Теодорчик родился в Згеже. Актёрское образование получил в Государственной высшей театральной школе в Лодзи (теперь Киношкола в Лодзи), которую окончил в 1952 году. Актёр театров в Лодзи, Ченстохове, Кракове и Тарнуве. Выступал в спектаклях «театра телевидения» в 1974—1994 годах. Умер в Згеже и там похоронен.

## Избранная фильмография
- 1951 — Варшавская премьера / Warszawska premiera
- 1951 — Община / Gromada
- 1957 — Обломки корабля / Wraki
- 1964 — Конец нашего света / Koniec naszego świata — майор Гил
- 1966 — Терпкий боярышник / Cierpkie głogi
- 1968 — Ставка больше, чем жизнь / Stawka większa niż życie (только в 3-й серии)
- 1969 — Приключения канонира Доласа, или Как я развязал Вторую мировую войну / Jak rozpętałem drugą wojnę światową
- 1970 — Лицо ангела / Twarz anioła
- 1970 — Пейзаж с героем / Pejzaż z bohaterem
- 1972 — Коперник / Kopernik
- 1973 — Майор Хубаль / Hubal
- 1974 — Самый важный день жизни / Najważniejszy dzień życia
- 1975 — История греха / Dzieje grzechu
- 1975 — Казимир Великий / Kazimierz Wielki
- 1976 — Лозунг / Hasło
- 1977 — Смерть президента / Śmierć prezydenta
- 1978 — Жизнь, полная риска / Życie na gorąco (только во 2-й серии)
- 1978 — Роман Терезы Хеннерт / Romans Teresy Hennert
- 1978 — Роман и Магда / Roman i Magda
- 1978 — Особых примет нет / Znaków szczególnych brak
- 1979 — Форпост / Placówka
- 1980 — Карьера Никодима Дызмы / Kariera Nikodema Dyzmy (только в 3-й серии)
- 1980 — Записки молодого варшавянина / Urodziny młodego warszawiaka
- 1980 — Ночная бабочка / Ćma
- 1980 — Королева Бона / Królowa Bona (только в 9-й серии)
- 1980 — Крах операции «Террор» / Krach operacji Terror
- 1981 — Ва-банк / Vabank
- 1982 — Знахарь / Znachor
- 1981 — Болдын / Bołdyn
- 1981 — Ян Сердце / Jan Serce (только во 2-й серии)
- 1981 — Лимузин Даймлер-Бенц / Limuzyna Daimler-Benz
- 1982 — Да сгинет наваждение / Niech cię odleci mara
- 1982 — Мама Круль и её сыновья / Matka Królów
- 1983 — Волчица / Wilczyca
- 1983 — Дом святого Казимира / Dom św. Kazimierza
- 1984 — Достоинство / Godność
- 1984 — Хозяин на Жулавах / Pan na Żuławach
- 1985 — Женщина из провинции / Kobieta z prowincji
- 1985 — Исповедь сына века / Spowiedź dziecięcia wieku
- 1985 — Детские сцены из жизни провинции / Sceny dziecięce z życia prowincji
- 1986 — Перстень и роза / Pierścień i róża
- 1990 — Торговец / Kramarz
- 1993 — Случай Пекосинского / Przypadek Pekosińskiego

## Признание
- 1971 — Заслуженный деятель культуры Польши.
- 1986 — Золотой Крест Заслуги.
- 1986 — Медаль «40-летие Народной Польши».